# Toby Dawson
Toby Dawson (n. 4 mai 1979, Busan, Coreea de Sud) este un sportiv ce a reprezentat Statele Unite ale Americii, medaliat olimpic. A participat la o ediție a Jocurilor Olimpice (2006) în care a câștigat o medalie de bronz.

## Participări
Lista de mai jos prezintă principalele competiții la care a participat Toby Dawson de-a lungul carierei.
- freestyle skiing at the 2006 Winter Olympics – men's moguls[*]